# Emanuela Piovano
Emanuela Piovano (Torino, 1959) è una regista, sceneggiatrice e produttrice cinematografica italiana.

## Biografia
Emanuela Piovano è nata a Torino dove si è formata laureandosi con una tesi in storia e critica del cinema e collaborando all'Archivio Nazionale Cinematografico della Resistenza.
Negli anni ottanta ha fondato l'Associazione Camera Woman con cui ha realizzato vari materiali video e contribuito a far conoscere registe straniere in Italia.
A partire dal 1991 ha scritto e diretto sei film lungometraggi e ha realizzato parecchi video e alcuni programmi televisivi.
Per il cinema e la televisione ha realizzato come produttrice: Processo a Caterina Ross (1983), Parole incrociate (anche regista, 1995), La grande dea madre (1996).
Attiva anche come distributrice, ha contribuito a far conoscere film come Whisky, Caramel, Aguasaltaspuntocom, Buon anno Sarajevo e Apache.
Nel 2006 la Cineteca nazionale di Roma le ha dedicato una giornata nell'ambito della prima rassegna registe italiane.
Nel 2011 Emanuela Piovano è stata insignita del primo premio “Intervita” dedicato alle figure del cinema.

## Filmografia

### Cinema
- Le rose blu (1990)
- L'aria in testa (1991)
- Le complici (1999)
- Amorfù (2002)
- Le stelle inquiete (2011)
- L'età d'oro (2016)

### Televisione
- Senza fissa dimora
- Epistolario immaginario - Videolettere dal carcere
- Lettere dalla Sicilia
- Caterina by Heart
- Due e uno
- Le porte di Bella
- Svelata